# Ron Foster (calciatore)
Ron Foster (Londra, 22 novembre 1938 – 28 luglio 2017) è stato un calciatore inglese, di ruolo attaccante.

## Carriera
Nato nel Borgo metropolitano di Islington, Londra, nella stagione 1962-1963 ha giocato 4 partite in First Division con il Leyton Orient, con cui negli anni precedenti aveva già giocato in seconda divisione; in seguito, ad eccezione di una parentesi nella NASL con i Dallas Tornado, ha giocato una stagione e mezzo in seconda divisione con il Grimsby Town, quattro stagioni in terza divisione (2 al Grimsby Town e 2 al Reading) e, infine, una stagione in quarta divisione al Brentford.